# Sadegh Ghotbzadeh
Sadegh Ghotbzadeh (persiska: صادق قطبزاده), född 1936 i Teheran i Persien, död den 15 september 1982 i Teheran, var en nära medhjälpare till Ayatollah Khomeini under dennes tid i exil i Frankrike 1978, och senare utrikesminister (från 30 november 1979 till augusti 1980) under gisslankrisen i Iran efter den iranska revolutionen. År 1982 avrättades han efter anklagelser om att han planerat mörda Ayatollah Khomeini och störta den islamiska republiken.